# Stenostomum abbreviatum
Stenostomum abbreviatum är en måreväxtart som först beskrevs av Ignatz Urban, och fick sitt nu gällande namn av Attila L. Borhidi och M.Fernández Zeq.. Stenostomum abbreviatum ingår i släktet Stenostomum och familjen måreväxter.

## Underarter
Arten delas in i följande underarter:
- S. a. abbreviatum
- S. a. moaensis
- S. a. obcordatum